# بارتيزان (عسكرية)

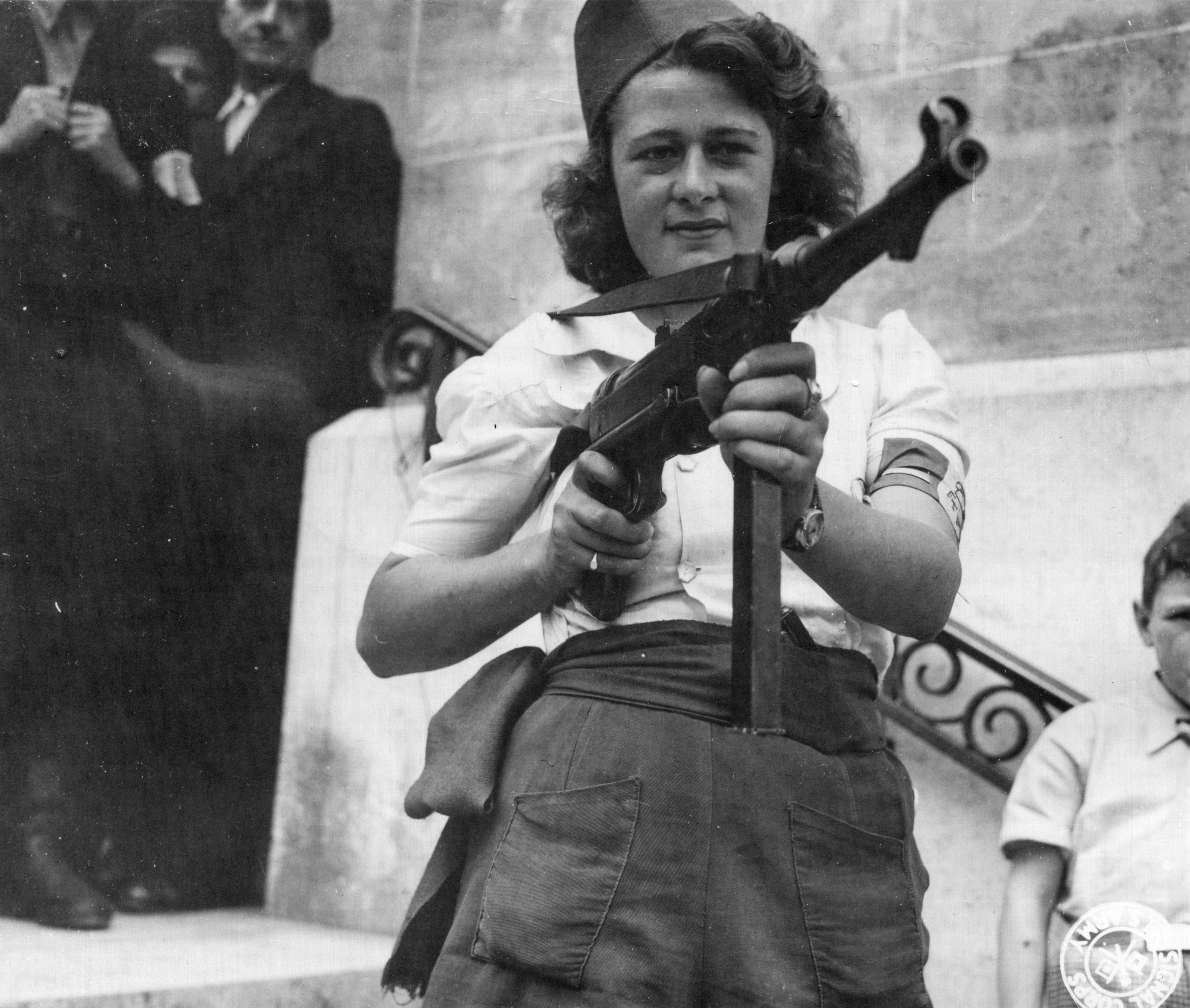
فتاة فرنسية من البارتيزان في الحرب العالمية الثانية

البارتيزان (باللاتينة: Partisan) ويُقصد بها أحد الأفراد المنتمين لأي قوة عسكرية غير نظامية تُشكل للدفاع عن أرض ما ضد الاحتلال الخارجي أو السيطرة عليها من قِبل جيش خارجي وذلك من خلال تشكيل فرق للمقاومة الشعبية تنفذ أعمال معادية للقوة المحتلة، ويُمكن إطلاق مصطلح البارتيزان على حركات المقاومة التي نشأت في الدول المحتلة واشتركت في ميادين القتال ضد الاحتلال النازي خلال الحرب العالمية الثانية.

## التاريخ
استخدم المصطلح الفرنسي بارتيزان المأخوذ عن اللاتينية لأول مرة في القرن السابع عشر لوصف أحد قادة الأحزاب الحربية، في حين وُصفت الإستراتيجية الحربية للبارتيزان بالتفصيل في كتاب يوهان فون إيفالد Abhandlung über den kleinen Krieg الصادر عام 1789.

## أمثلة
- البارتيزان الألبان
- الفدائيون الأرمن
- أرميا كرايوفا
- أرميا لودوفا
- كتيبة الفلاحين
- حركة المقاومة البلغارية أثناء الحرب العالمية الثانية
- المقاومة الهولندية
- أخوة الغابة
- فرانك-تيريور
- المقاومة اليونانية
- حركة المقاومة الإيطالية
- البارتيزان اليهود
- منظمة القتال اليهودية
- كتيبة كوبيريانوف
- البارتيزان اللتوانيون
- قانون البارتيزان
- حركة المقاومة البولندية خلال الحرب العالمية الثانية
- الانتفاضة السلوفاكية الوطنية
- بارتيزان سوفيت
- جيش المتمردون الأوكرانيون
- بارتيزان يوغوسلاف
- المستذئبون
- كتيبة فرسان فيرجينيا الثالثة والأربعون
- عملية أنثروبويد
- فرنسا الحرة
- حركة المقاومة الإسلامية حماس